# Denkmal für die Gefallenen des Ersten Weltkrieges (Aurich)

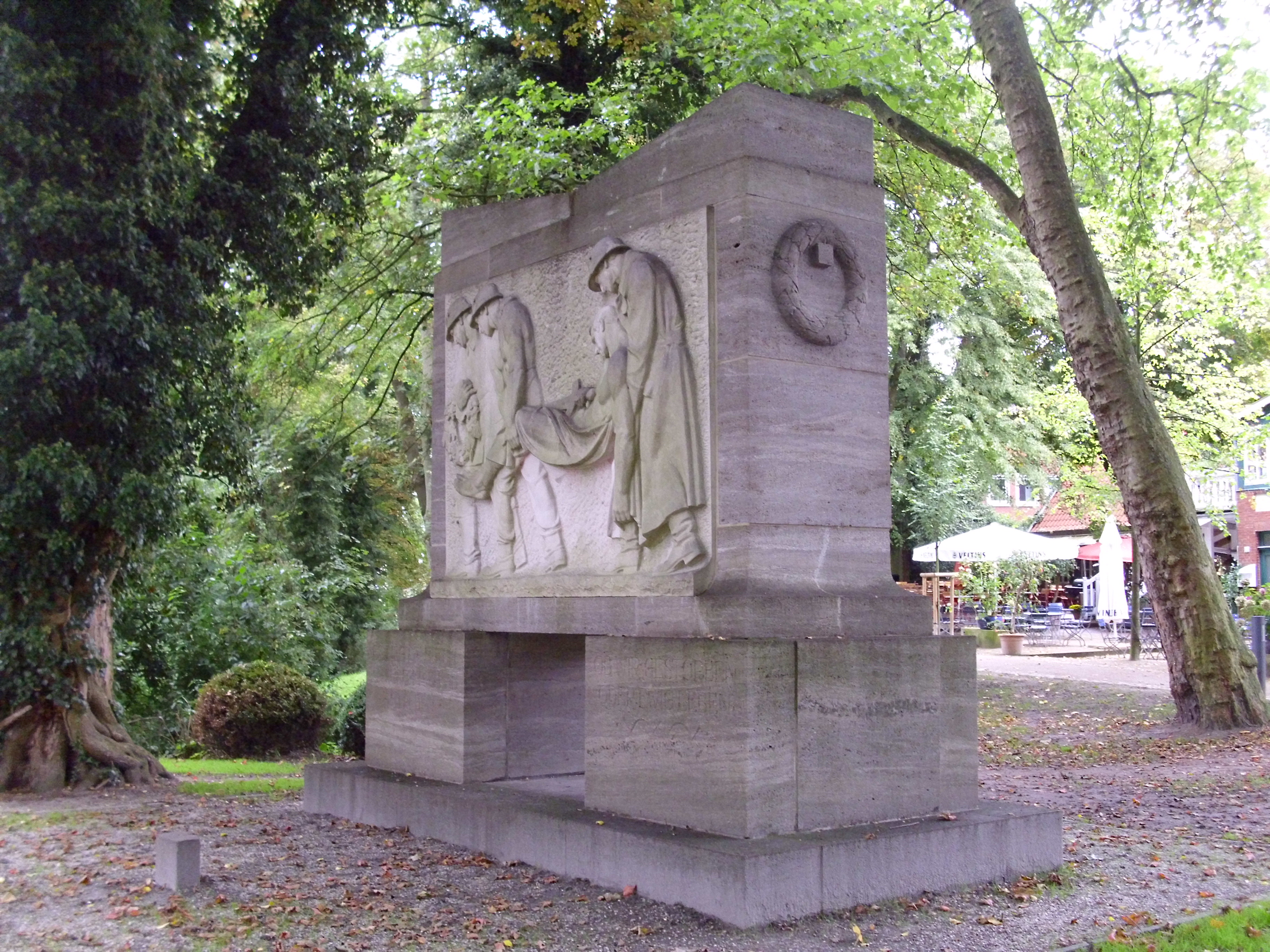
Denkmal für die Gefallenen des Ersten Weltkrieges (Aurich), Joseph Hammerschmidt (September 2015).

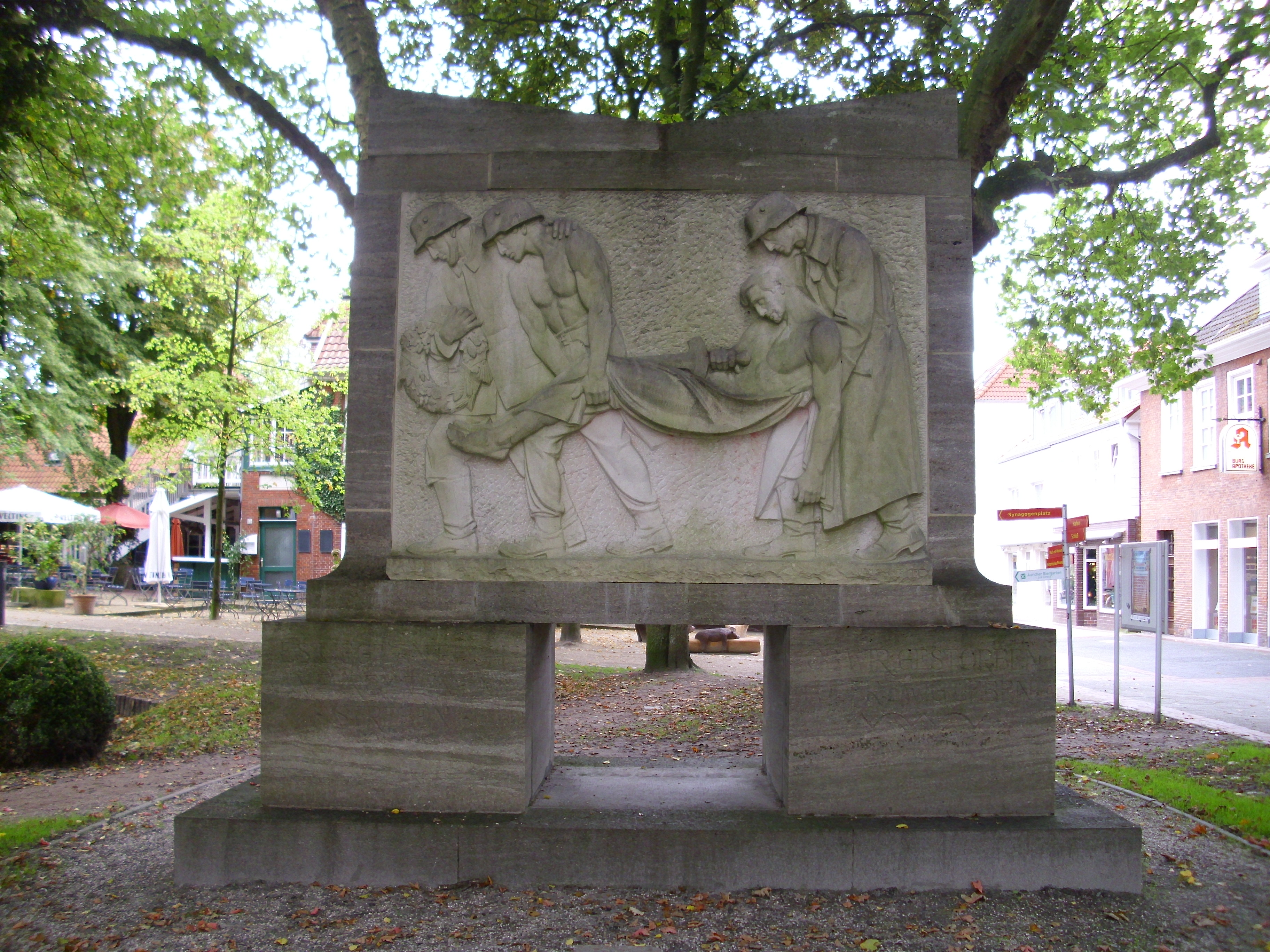
Denkmal für die Gefallenen des Ersten Weltkrieges (Aurich), Joseph Hammerschmidt (September 2015).

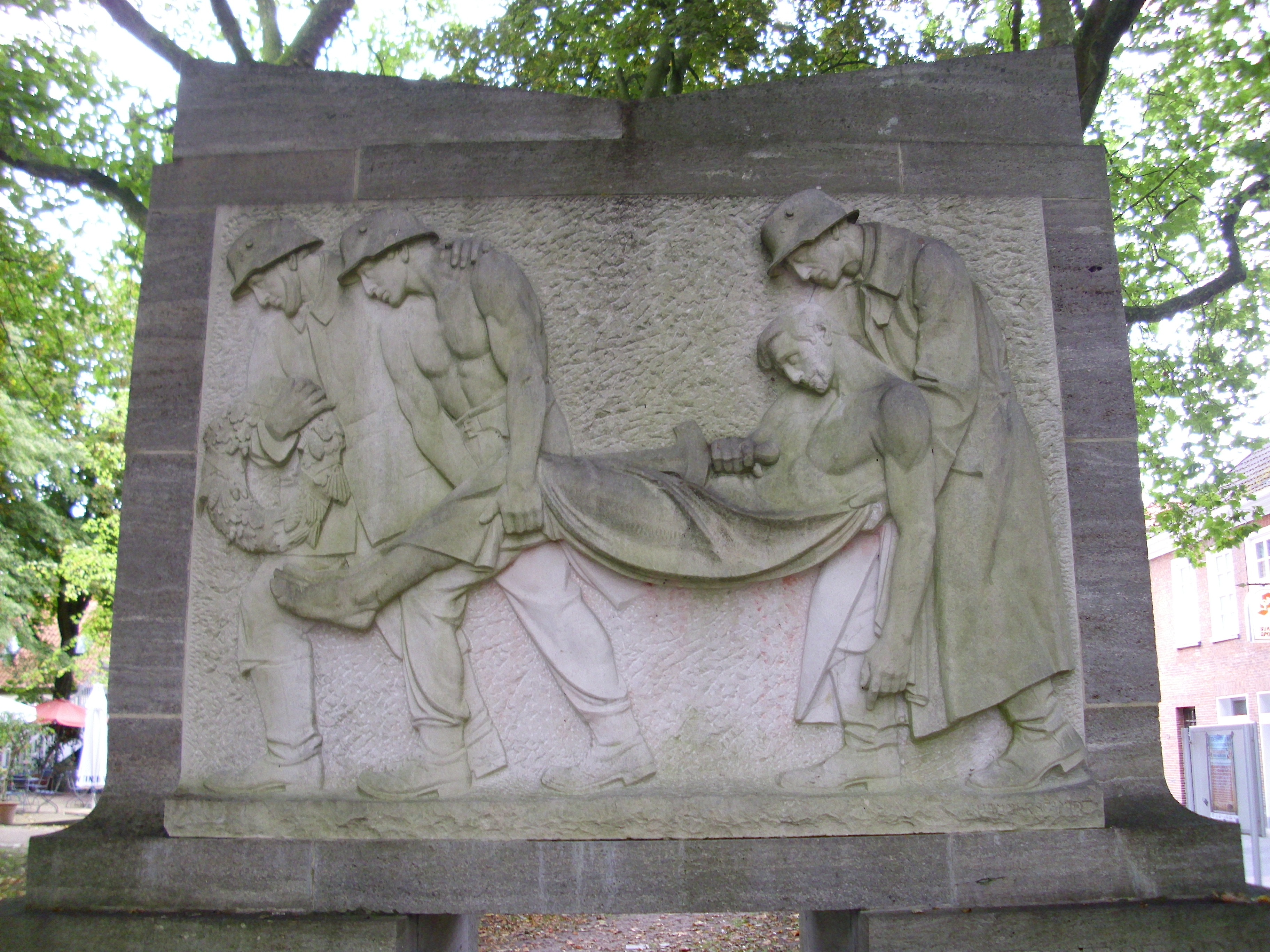
Denkmal für die Gefallenen des Ersten Weltkrieges (Aurich), Joseph Hammerschmidt (September 2015).

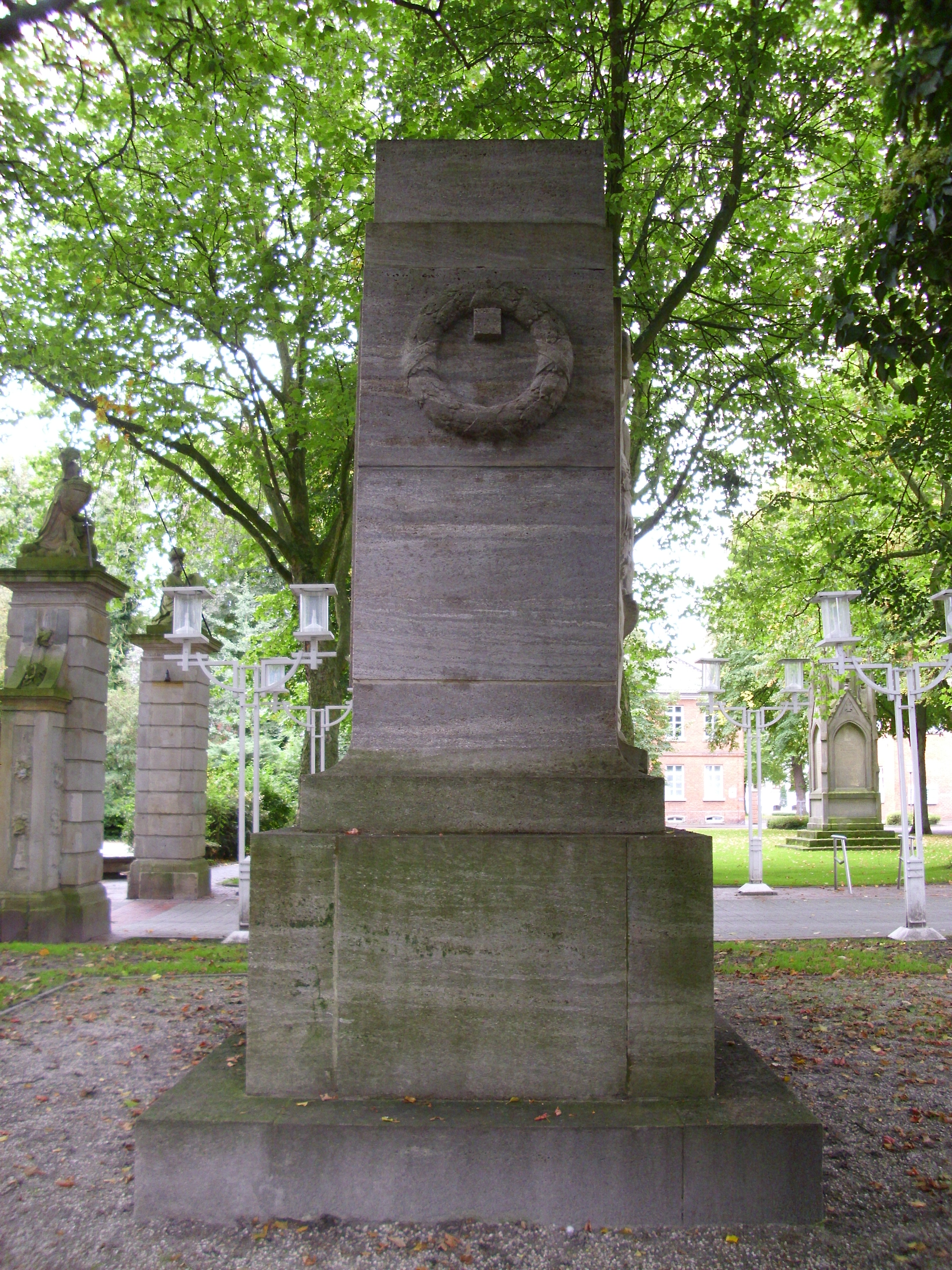
Denkmal für die Gefallenen des Ersten Weltkrieges (Aurich), Joseph Hammerschmidt (September 2015).

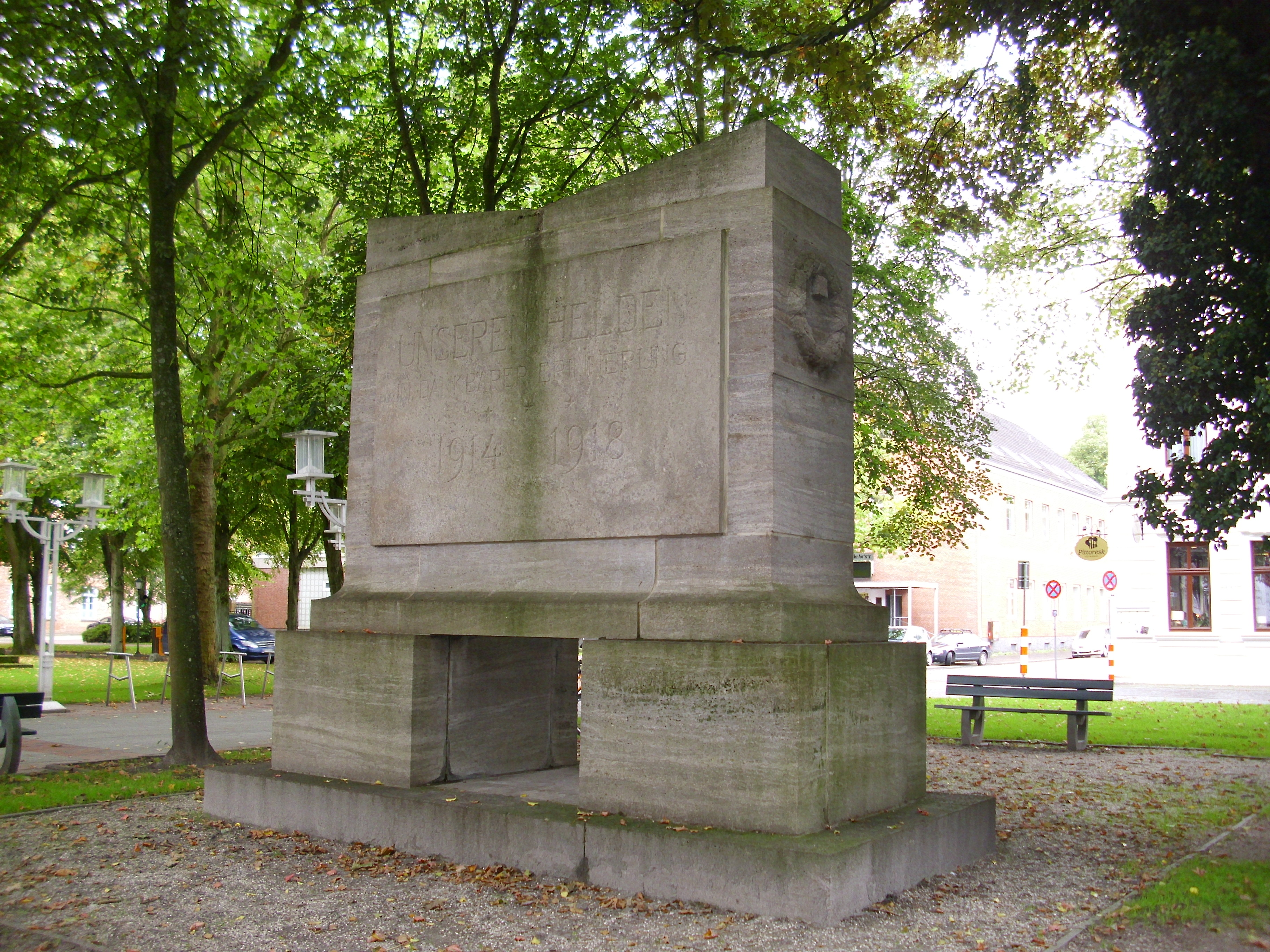
Denkmal für die Gefallenen des Ersten Weltkrieges (Aurich), Joseph Hammerschmidt (September 2015).

Das Denkmal für die Gefallenen des Ersten Weltkrieges steht seit 1926 in der ostfriesischen Kreisstadt Aurich (heute: Landkreis Aurich, Niedersachsen) an der Ecke Bahnhofs- und Burgstraße. Das Denkmal wurde auf Anregung einer Bürgerinitiative aufgestellt. Diese hatte ein Jahr zuvor einen Wettbewerb ausgelobt, den der Düsseldorfer Bildhauer Joseph Hammerschmidt mit seinem Entwurf gewann. Das Denkmal erinnert an die im Ersten Weltkrieg gefallenen Soldaten des Infanterie-Regiments „Herzog Friedrich Wilhelm von Braunschweig“ (Ostfriesisches) Nr. 78 sowie des Reserve-Infanterie-Regiments Nr. 92.

## Beschreibung
Das aufwändige Denkmal fertigte Hammerschmidt aus Sandstein. Das Relief auf der Vorderseite trägt den Titel Walhall. Es zeigt Soldaten, die einen Kranz sowie einen toten Kameraden tragen. Der Gefallene im Mittelpunkt der Darstellung ist nur mit einem Lendentuch bekleidet. Auf seinem Schoß liegt ein Schwert, „das hier auch ein lateinisches Kreuz verbildlichen soll“. Die Schmalseiten sind ebenfalls mit Kränzen versehen.
Der Entwurf Hammerschmidts orientiert sich in der Form an dem Vorbild des Hünengrabes und in seiner Motivauswahl der christlichen Tradition der Pietà. Damit sei es ein „weiteres typisches Beispiel der Sakralisierung des Kriegsgedenkens in der Mitte der 1920er Jahre“.
Das Denkmal enthält keine Namen von Gefallenen. Auf der Vorderseite trägt es die Inschrift Es liegt an euch, an eurem Tun und Streben, ob wir gestorben oder ewig leben und die Signatur Hammerschmidts. Die Inschrift stammt von dem Auricher Rechtsanwalt und Dichter Gustav Adolf Gerbrecht (1886–1967). Auf der Rückseite stehen die Worte Unseren Helden in dankbarer Erinnerung 1914–1918.